# Сноп
Сноп (болг. Сноп) — село в Добрицькій області Болгарії. Входить до складу общини Генерал-Тошево.

## Населення
За даними перепису населення 2011 року у селі проживали 115 осіб.
Національний склад населення села:
| Національність   | Кількість осіб | Відсоток |
| ---------------- | -------------- | -------- |
| болгари          | 112            | 97,4 %   |
| турки            | 0              | 0 %      |
| цигани           | 0              | 0 %      |
| інша             | 3              | 2,6 %    |
| не визначились   | 0              | 0 %      |
| Всього відповіли | 115            |          |

Розподіл населення за віком у 2011 році:
Динаміка населення: